# Yoshifumi Kashiwa
Yoshifumi Kashiwa (født 28. juli 1987) er en japansk fodboldspiller, som spiller for den japanske fodboldklub Sanfrecce Hiroshima.